# Eunice (Heilige)

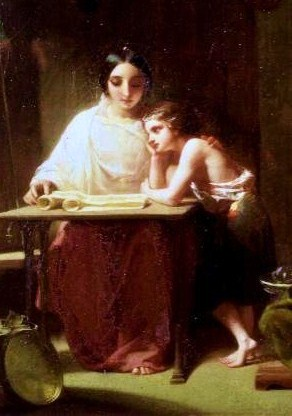
Eunike und Timotheus (Henry Lejeune: The Early Days of Timothy, Ausschnitt)

Eunike (altgriechisch Ευνίκη Euníkē) ist eine Christin, die im Neuen Testament erwähnt wird.

## Neues Testament
Die Apostelgeschichte (Apg 16,1 ) erwähnt als Mutter des Apostelschülers Timotheus eine „gläubige jüdische Frau“, die mit einem Griechen verheiratet war und in Lystra in Lykaonien lebte. Dem als pseudepigraphisch angesehenen 2. Brief des Paulus an Timotheus (2 Tim 1,5 ) zufolge trug sie den griechischen Namen Eunike und war Tochter der Loïs; der Verfasser bezeichnet sie zudem als Frau mit „aufrichtigem Glauben“. Eunike ist Name mythologischer Gestalten bei Hesiod, Theokritos und Pseudo-Apollodor und epigraphisch als paganer Frauenname bezeugt, für eine Jüdin also etwas ungewöhnlich.
Während der Verfasser der Apostelgeschichte es sich wohl so vorstellte, dass Eunike zum Christentum konvertierte, erweckt 2 Tim 1,6 den Eindruck, dass Timotheus „in einer seit der Großmutter christlichen Familie aufgewachsen ist.“ Die Glaubensweitergabe an die dritte christliche Generation ist in den Pastoralbriefen Thema, und das gab (ungeachtet der Lehrverbote für Frauen) den christlichen Müttern eine besondere Verantwortung. Die Kombination der Angaben aus der Apostelgeschichte und dem 2. Timotheusbrief ist nicht ohne Spannungen, denn die religiöse Kindheit des Timotheus kann nur eine jüdische Kindheit gewesen sein, wenn Paulus ihn als jungen Mann kennenlernte und zum Mitarbeiter in der Mission machte. Aber erst auf Initiative des Paulus wurde Timotheus beschnitten (Apg 16,1). „Eine besonders fromme jüdische Familie kann das nicht gewesen sein,“ urteilt Helmut Merkel und kommt zu dem Schluss, dass 2 Tim nicht die historischen Familienverhältnisse des Timotheus darstelle, sondern ein ideales Familienbild zeichne.

## Wirkungsgeschichte
Eunike und Loïs wurden von Bibelauslegern des 19. Jahrhunderts gern als Vorbilder für christliche Kindererziehung gedeutet: Theodor Fliedner konzipierte „Die Neue Bilder-Bibel“ mit Illustrationen Düsseldorfer Kunstschüler, die schließlich als Mappe mit 30 Einzelblättern 1843 realisiert wurde (später als: Schul-Bilderbibel, in 30 Bildern Alten und neuen Testaments). Der Bilderzyklus beginnt mit der Schöpfung und endet mit dem Blatt „Timotheus wird in der h. Schrift unterwiesen“; hier liest Timotheus angeleitet von Eunike und Loïs hebräische Schriftrollen (vgl. 2 Tim 3,15 ). Der pietistische Pädagoge Christian Heinrich Zeller verfasste eine weit verbreitete Schrift „Lois und Eunike. 2 Tim 1,5. Die Erziehung der Kinder für Zeit und Ewigkeit.“
Eunike wird in der römisch-katholischen Kirche als Heilige verehrt. Ihr Gedenktag ist der 24. Februar.